# Tupiperla jumirim
Tupiperla jumirim är en bäcksländeart som beskrevs av Bispo och Froehlich 2007. Tupiperla jumirim ingår i släktet Tupiperla och familjen Gripopterygidae. Inga underarter finns listade i Catalogue of Life.